# Państwo wschodniofrankijskie
Państwo wschodniofrankijskie lub Królestwo Franków Wschodnich (łac. Francia orientalis, Regnum Francorum Orientalium) – jedno z trzech państw powstałych z podziału Królestwa Franków na mocy traktatu z Verdun (843). Jego królem został Ludwik II Niemiecki. Na terenie tego państwa wykształcało się przez wieki państwo niemieckie. Państwo wschodniofrankijskie określane od XI wieku mianem regnum teutonicorum, było poprzednikiem Świętego Cesarstwa Rzymskiego. Do początku XII wieku nazywało się oficjalnie Regnum Francorum Orientalium, czyli Królestwo Wschodnich Franków.

## Historia
Powstanie państwa wschodniofrankijskiego ma bezpośredni związek z konfliktami sukcesyjnymi między potomkami Karola Wielkiego. Cesarz Ludwik I Pobożny (778–840) walczył przeciwko swoim synom o panowanie w państwie Franków. Przegrał ostatecznie na początku lat 30. IX wieku. Jego syn Ludwik II Niemiecki, który od roku 831 panował w Księstwie Bawarii, Turyngii, Frankonii i Księstwie Saksonii, przejął w roku 833 władzę we wschodniej części państwa Franków. Traktatem z Verdun wprowadził Ludwik swoje państwo na arenę historii Europy jako niezależne królestwo.
Nazwa regnum francorum orientalium pojawiła się jednak później, dokładnie w roku 920, gdy Karol III Prostak i Henryk I Ptasznik zawarli układ w Bonn.
Inaczej niż zromanizowane państwo zachodnich Franków, państwo wschodniofrankijskie – w większości położone poza dawnymi granicami Imperium Romanum – kształtowane było przez świadomość plemienną. Pozostało to istotną cechą historii Niemiec.

## Regnum Teutonicorum
Od X wieku państwo wschodniofrankijskie określano również jako Królestwo Niemieckie – regnum teutonicorum (państwo Niemców). Określenie to utrwaliło się ostatecznie dopiero w wieku XI, jednak nie było to państwo jednolite. Obejmowało swoim zasięgiem Turyngię, Lotaryngię, Fryzję, Frankonię, Saksonię, Szwabię i Bawarię.

## Królowie państwa wschodniofrankijskiego
- Ludwik II Niemiecki – 805/806–876, król od 833
- Ludwik III Młodszy – 835–882, król 876–882 we Frankonii, Saksonii i Turyngii, od 880 w Bawarii
  - Karloman – ok. 830–880, król 876–880 w Bawarii, 877–879 w Italii
- Karol III Otyły – 839–888, król Alamanów od 876, od 879 w Italii, od 882 król całego państwa wschodniofrankijskiego, od 881 cesarz rzymski
- Arnulf z Karyntii – 850–899, król od 887, od 896 cesarz rzymski
- Ludwik IV Dziecię – 893–911, król od 900
- Konrad I Młodszy – 881–918, król od 911
- Henryk I Ptasznik – 875/876–936, król od 919
- Otton I Wielki – 912–973, król od 936, cesarz rzymski od 962